# Aubenas
Aubenas là một xã ở tỉnh Ardèche, vùng Auvergne-Rhône-Alpes ở đông nam nước Pháp.

## Thành phố kết nghĩa
- Cesenatico, Ý
- Delfzijl, Hà Lan
- Schwarzenbeck, Đức
- Sierre, Thụy Sĩ
- Zelzate, Bỉ
- Palamos, Tây Ban Nha